# Bruniaceae

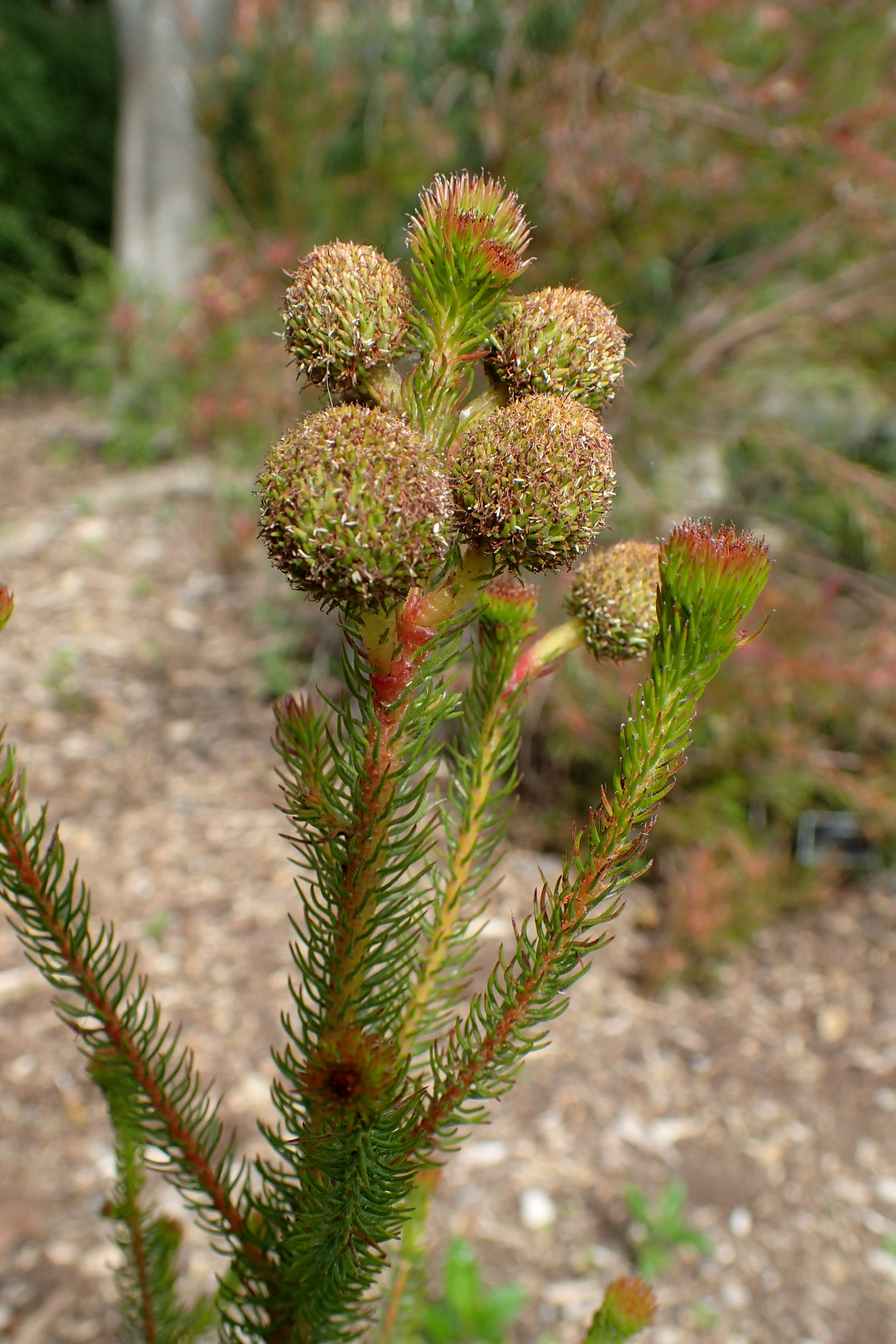
Berzelia rubra

Bruniaceae – rodzina roślin nasiennych z rzędu Bruniales. Są to krzewiaste rośliny wrzosopodobne występujące na południowym krańcu Afryki, niemal w całości w Prowincji Przylądkowej, z nielicznymi przedstawicielami sięgającymi na wschodzie do prowincji KwaZulu-Natal. Rodzina obejmuje 6 rodzajów z 81 gatunkami. Rosną one w formacji fynbos. Znaczenie ekonomiczne tych roślin jest ograniczone – stosowane bywają po ususzeniu w bukieciarstwie.

## Morfologia
PokrójWrzosopodobne krzewy i półkrzewy osiągające do 3 m wysokości, zwykle o pędach prosto wzniesionych, rózgowatych.
LiścieSkrętoległe, drobne, sztywne, łuskowate do igłowatych, zwykle czarno zakończone, zwłaszcza za młodu i z drobnymi przylistkami.
KwiatyDrobne (od 1 mm do 15 mm), skupione w szczytowe, zwykle główkowate kwiatostany. Kwiaty są promieniste, obupłciowe, 5-krotne. Płatki korony wolne, białe lub jaskrawo zabarwione (Audouinia). Pręcików 5. Zalążnia dolna lub wpół dolna, powstaje z 1–3 owocolistków, w każdym rozwijają się dwa zalążki.
OwoceNiepękające lub pękające klapkami torebki otoczone trwałym kielichem.

## Systematyka
Rośliny w przeszłości różnie były klasyfikowane – w obrębie różowców (Rosales), obok skalnicowatych (Saxifragaceae) lub Grubbiaceae (system Takhtajana z 1997). Ostatecznie dowodu molekularne wskazały na ich przynależność do astrowych. W systemie APG III z 2009 włączone zostały do rzędu Bruniales. Pozycja systematyczna zachowana została bez zmian w systemie APG IV z 2016. W obrębie rzędu Bruniales rodzina jest siostrzaną dla rodziny Columelliaceae D. Don.
Podział rodziny na plemiona i rodzaje
plemię Linconieae Quint & Claßen-Bockhoff
- Linconia L.

plemię Audouineae Niedenzu
- Audouinia Brongniart
- Thamnea Brongniart

plemię Brunieae Quint & Claßen-Bockhoff
- Berzelia Brongniart
- Brunia Lamarck
- Staavia Dahl